# Agriônia
Agriônia (do grego antigo āyptóvia) era um festival religioso da Grécia Antiga que se realizava anualmente na cidade de Orcômeno e em outros locais em honra do deus do vinho Dionísio.
Plutarco explica que o festival incluía um sacrifício humano mas a prática foi posteriormente descontinuada. A tradição é que as filhas de Mínias, rei de Orcômeno, tendo desprezado os ritos do deus, foram tomadas com frenesi e comeram a carne de um de seus filhos. Neste festival, era originalmente costume que o sacerdote do deus perseguisse uma mulher da família de Minias com uma espada desembainhada e a matasse. 